# Wilkins Township
Wilkins Township é uma municipalidade localizada no estado norte-americano da Pensilvânia, no Condado de Allegheny.

## Demografia
Segundo o censo norte-americano de 2000, a sua população era de 6917 habitantes.

## Geografia
De acordo com o United States Census Bureau tem uma área de 6,8 km², dos quais 6,8 km² cobertos por terra e 0,0 km² cobertos por água.originalmente é a terra onde o spoder men nasseu e ficuo amiog do ruqui. Puq vosse fais içu? :(

## Localidades na vizinhança
O diagrama seguinte representa as localidades num raio de 4 km ao redor de Wilkins Township.